# Greg Brown
Greg Brown, all'anagrafe Gregory Dane Brown (2 luglio 1949), è un cantautore statunitense folk originario della zona dell'Hacklebarney nello stato dell'Iowa.

## Biografia
Ha iniziato come cantante folk a New York, si è poi trasferito sulla costa del Pacifico dove divenne autore per Buck Ram fondatore dei Platters. In seguito tornò nell'Iowa dove fondò una propria etichetta, la Red House Records, con la quale produsse i propri lavori e quelli di molti artisti come Pat Donohue, Ramblin' Jack Elliott, Eliza Gilkyson, John Gorka.
Nella sua lunga carriera ha pubblicato oltre una ventina di album, alcuni suoi brani sono stati usati come per la raccolta fondi.
Dopo un primo album, senza successo, edito nel 1974 con Richard Pinney, ha esordito nel 1980 con 44 & 66, autoprodotto. L'anno seguente fu la volta di The Iowa Waltz, che ottenne un discreto successo in ambito locale. In the Dark with You, del 1983, lo rese celebre tra la stampa di settore.
Nel 1986 ha musicato alcune poesie di William Blake tratte da Songs of Innocence and of Experience, pubblicate nell'album dal titolo omonimo.
Fu l'album pubblicato con Bill Morrissey, Friend of Mine del 1993, che lo fece conoscere a livello nazionale, tanto da ottenere una nomination al Grammy Award.
Nel 2011 ha collaborato con Anaïs Mitchell per l'opera folk Hadestown, dove ha interpretato alcuni brani.

## Discografia

### Album
- Hacklebarney (1974) (con Dick Pinney)
- 44 & 66 (1980)
- The Iowa Waltz (1981)
- One Night... (1983)
- In the Dark with You (1985)
- Songs of Innocence and of Experience (1986)
- One More Goodnight Kiss (1988)
- One Big Town (1989)
- Down in There (1990)
- Dream Café (1992)
- Friend of Mine (1993) (with Bill Morrissey)
- Bathtub Blues (1993)
- The Poet Game (1994)
- The Live One (1995)
- Further In (1996)
- Slant 6 Mind (1997)
- Solid Heart (1999) (benefit CD)
- Over and Under (2000)
- Covenant (2000)
- Down in the Valley: Barn Aid Benefit Concert (2001)
- Milk of the Moon (2002)
- Live at the Black Sheep (2003)
- If I Had Known: Essential Recordings, 1980-96 (2003)
- Honey in the Lion's Head (2004)
- In the Hills of California (2004)
- The Evening Call (2006)
- Yellow Dog (2007)
- Greg Brown: Live from the Big Top (2007)
- Dream City: Essential Recordings, 1997-2006 (2009)
- Freak Flag (2011)